# Korikobrat Lapua
O Korikobrat Lapua é um clube profissional de basquetebol situado na cidade de Lapua, Finlândia Ocidental, Finlândia que disputa atualmente a Liga Finlandesa. Fundado em 1989, manda seus jogos na Lapuan Urheilutalo com capacidade para 800 espectadores.

## Temporada por temporada
| Temporada | Nivel | League     | Pos. | Resultado         | Copa da Finlândia | Competições Europeias | Competições Europeias | Competições Europeias |
| --------- | ----- | ---------- | ---- | ----------------- | ----------------- | --------------------- | --------------------- | --------------------- |
| 2013–14   | 1     | Korisliiga | 10   | Temporada Regular | –                 | –                     | –                     | –                     |
| 2014–15   | 1     | Korisliiga | 9    | Temporada Regular | –                 | –                     | –                     | –                     |
| 2015–16   | 1     | Korisliiga | 10   | Rebaixado         | –                 | –                     | –                     | –                     |
| 2016-17   | 1     | Korisliiga | 5    | Quartas de Finais |                   |                       |                       |                       |